# Schweizer Jugendsinfonieorchester
Das Schweizer Jugendsinfonieorchester (SJSO) (Eigenschreibweise Schweizer Jugend-Sinfonie-Orchester, französisch Orchestre Symphonique Suisse des Jeunes, italienisch Orchestra Sinfonica Svizzera della Gioventù, rätoromanisch Orchester Sinfonic Svizzer da Giuventetgna) ist ein 1969 gegründetes schweizerisches Jugendsinfonieorchester. Als Abkürzung hat sich in allen Sprachen „SJSO“ [ˈsiːso] etabliert. Seit 1982 ist es als Stiftung organisiert.

## Orchester
Das Orchester besteht aus jungen Musikern aus allen vier Sprachregionen der Schweiz und ist somit das einzige gesamtschweizerische Jugendsinfonieorchester.
Zweimal pro Jahr finden bis zu hundert 15- bis 25-jährige Musiker aus der Schweiz zusammen und studieren unter der Leitung international renommierter Dirigenten Werke aus nahezu allen Epochen der klassischen Musik ein. Den Abschluss dieser mehrtägigen Probephase bildet jeweils die Frühjahrs- und Herbsttournee. Dabei zeigten sich Publikum und Presse beeindruckt ob der hohen musikalischen Qualität der Konzerte, insbesondere auch bei besonders anspruchsvollen Werken wie der 9. Sinfonie von Gustav Mahler.

## Geschichte
Ende der 1960er-Jahre gründeten Roman Jann und Christoph Reimann mit der Unterstützung von Gönnern das Schweizer Jugend-Sinfonie-Orchester. 1969 fand in Zürich im Zunfthaus «zur Zimmerleuten» die Gründungsversammlung statt. Zu den Gründungsmitgliedern zählte u. a. der Flötist Dieter Flury. Am 29. April 1970 traf sich das neu gegründete Orchester zur ersten Probe. Das erste Konzert fand am 2. Januar 1971 im Konzertsaal des Hotels «Laudinella» in St. Moritz statt. Dort verbringt das SJSO im Frühjahr egelmäßig seine Arbeitswoche. Seit seiner Gründung wuchs das Kammerorchester unter der Leitung verschiedener Dirigenten zu einem voll besetzten Sinfonieorchester heran, das heute in den Konzertsälen der Schweiz auftritt. 1999 ging ferner auf Initiative einiger ehemaliger SJSO-Musiker die Camerata Schweiz hervor.
Als Gastdirigenten wirkten seit 1986 Ingo Ingensand, Johannes Schlaefli, Howard Griffiths, Wolfgang Dörner, Kai Bumann, Heinrich Schiff, Johannes Schlaefli, Nello Santi, Ludwig Wicki, Dominic Limburg und Mario Venzago und Christoph-Mathias Mueller.

## Chefdirigenten
- 1970–1971: Hans Rogner
- 1972–1984: Klaus Cornell
- 1984–1995: Andreas Delfs
- 1998–2022: Kai Bumann

## Stiftungszweck
In den Proben und bei den Konzertauftritten sollen die talentierten Jugendlichen den weiteren Verlauf ihrer Musikerlaufbahnen entscheidend prägende Erfahrungen im Orchesterspiel machen. Ehemalige SJSO-Mitglieder sind heute in Berufsorchestern im In- und Ausland engagiert. Aufgrund der Mehrsprachigkeit sollen auch Brücken zwischen den einzelnen Kulturkreisen der Schweiz geschlagen werden. Die Stiftung wird von Bund, Kantonen, Gemeinden, Unternehmen und der Förderergesellschaft finanziell unterstützt.